# بییامایر د لس منتس
بییامایر د لس منتس (به اسپانیایی: Villamayor de los Montes) یک شهرستان در اسپانیا است که در استان بورگس واقع شده‌است.

## خصوصیات
بییامایر د لس منتس ۴۰ کیلومترمربع مساحت و ۲۲۴ نفر جمعیت دارد.